# Epidermophyton stockdaleae
Epidermophyton stockdaleae är en svampart som beskrevs av Prochacki & Eng.-Zas. 1974. Epidermophyton stockdaleae ingår i släktet Epidermophyton och familjen Arthrodermataceae.   Inga underarter finns listade i Catalogue of Life.